# Turalei
Turalei és una població del Sudan del Sud situada al comtat de Twic, a l'estat de Warrap.
Va ser saquejada i convertida en ruïnes durant el genocidi del Sudan, que va causar la fugida de molta gent. Des de llavors, diverses organitzacions han participat en la reconstrucció del poble. Entre les persones implicades en aquesta reconstrucció hi havia l'exjugador de bàsquet de l'NBA Manute Bol -nascut i enterrat allà- impulsor d'una escola i altres projectes.
Disposa d'un hospital i una pista d'aterratge i està situada en una zona propensa a les inundacions.